# Anshan Iron and Steel Group
Аньшаньська металургійна група, англ. Anshan Iron and Steel Group Corporation, скорочено Ansteel Group (кит.: 鞍山鋼鐵集團) — китайська державна чорнометалургійна корпорація. Знаходиться під наглядом Комісії Держради з нагляду та управління державним майном Китаю. Штаб-квартира в місті Аньшань. Посідає 4 місце в світі і 2 місце в Китаї за виробництвом сталі (59,55 млн т у 2024 році). Володіє металургійними комбінатами у містах Аньшань, Їнкоу, Чаоян і Паньчжихуа. Серед її дочірніх компаній «Angang Steel» (з 1997 року).

## Історія
Компанія була створена як власник Аньшанського металургійного комбінату, який довгий час був її основним активом. Починаючи з 1988 року, вона почала отримувати іноземні кредити та кредити Світового банку для підтримки свого технологічного розвитку, імпорту обладнання та роботи в області охорони навколишнього середовища. :253 У 1994 році Анганг перебував у поганому фінансовому стані. Не отримуючи допомоги від уряду, виставила акції для продажу на Гонконзькій фондовій біржі, однак в той час розміщення акцій привернуло незначний інтерес на ринку. :282 У 1997 році була зареєстрована дочірня компанія «Angang Steel», яка виставила деякі активи групи на фондові біржі.           
У 2010 році Аньшаньська металургійна група об'єдналася з Металургійною групою Паньчжихуа (Panzhihua Iron and Steel (Group) Company Limited, кит.: 攀枝花鋼鐵（集團）有限公司).     